# Hot Tub
Hot Tub, född 20 april 2000 på Menhammar stuteri i Ekerö i Stockholms län, död den 31 oktober 2014, var en svensk varmblodig travhäst.
Hot Tub tävlade åren 2004–2012 och sprang in totalt 8,7 miljoner kronor på 126 starter, varav 42 segrar. Han tävlade både i sulkylopp och montélopp, och kördes oftast av Ulf Ohlsson och reds av Åsa Svensson eller Linda S. Hedström. Han tränades under hela karriären av Marcus Öhman på Bergsåker travbana.

## Karriär
Hot Tub inledde sin tävlingskarriär som en segermaskin och tävlade med stor framgång framför sulky. Han vann bland annat ett flertal lopp på V75. Under senare delen av sin tävlingskarriär övergick han till mestadels monté både i Sverige och i Frankrike och vann bland annat lopp på Vincennesbanan i Frankrike strax utanför Paris.
2008 slog Hot Tub bland annat två världsrekord. Det första över lång distans på Vincennesbanan, då han travade 1.12,3 över 2 700 meter, och det andra under Elitloppshelgen samma år i loppet Montéeliten, då han vann på tiden 1.11,2 över 2 140 meter.
Hästen avslutade sin tävlingskarriär hösten 2012 med en seger på Solvalla, och var därefter avelshingst. Han dog den 31 oktober 2014 efter en olycka.